# Kostel Nanebevzetí Panny Marie, svatého Wolfganga a svatého Benedikta
Kostel Nanebevzetí Panny Marie, svatého Wolfganga a svatého Benedikta v Kladrubech je mohutný trojlodní klášterní kostel v areálu kladrubského kláštera řádu benediktinů, postavený počátkem 12. století v pozdně románském slohu a v letech 1712 až 1726 podstatně přestavěný ve stylu barokní gotiky podle projektu Jana Blažeje Santiniho-Aichla. Jedná se o významnou památku české barokní architektury. Klášterní areál i s kostelem byl v roce 1995 vyhlášen národní kulturní památkou České republiky.

## Historie
Stavbu kladrubského kláštera založeného roku 1108 knížetem Svatoplukem dokončil roku 1115 kníže Vladislav I., který byl ve zdejším kostele také pohřben. Původní kostel byl vysvěcen roku 1233 a již v roce 1370 prošel první částečnou přestavbou. Apsidu kněžiště nahradil polygonální gotický závěr. Husité jej pak v roce 1421 zdevastovali a kostel zůstal na dlouhou dobu bez střech a kleneb. K další částečné přestavbě došlo 1504 před novým svěcením a k celkové opravě mezi lety 1592–1598. Další oprava v letech 1664–1670 se týkala především interiéru. Renesanční klenby vložené na sklonku 16. století zapříčinily kolem roku 1700 přetížení obvodových stěn a tehdejší opat Maurus Fintzguth se rozhodl pro zásadní opravu a přestavbu kostela. Románská trojlodní bazilika musela ustoupit honosnější barokní stavbě.
Projekt kostela zadal opat Fintzguth dvěma významným pražským architektům – Kryštofu Dientzenhoferovi a Janu Blažeji Santinimu. Nakonec se rozhodl pro Santinho návrh al modo gotico (po gotickém způsobu). Historizujícím projektem chtěl opat vyjádřit především historickou kontinuitu působnosti svého řádu v království a rovněž se tím odkazoval na pravověrnou víru předků z dob před husitskou herezí. O realizaci Santiniho projektu bylo rozhodnuto nejpozději v únoru 1711. Přestavba proběhla ve třech etapách. Od 3. června 1712 do 14. srpna 1716 bylo přestavěno trojlodí. V roce 1716 doznal Santiniho projekt z roku 1710 změn. V původním projektu měla být kupole nad křížením podstatně nižší a gotický závěr kněžiště měl zůstat zachován. Do konce roku 1717 došlo k přestavbě transeptu a vybudování monumentální kupole nad křížením. Přenesením hlavního oltáře do křížení dne 14. ledna 1718 započala přestavba východní části chrámu, mnišského chóru a kněžiště. Roku 1723 byla hrubá stavba zřejmě dokončena. Santini navrhl kromě stavby také částečně vybavení interiéru. 1. prosince 1726 byl kostel slavnostně vysvěcen.

## Popis
Od počátku se počítalo s výraznými zásahy do podoby původního kostela, jakým bylo např. zkrácení půdorysu o 660 cm a vytvoření novostavby západního průčelí. Zkrácení půdorysu posunulo kupoli do středu kostela a vytvořilo pohledovou dominantu v exteriéru i interiéru. Románské zdivo bylo z většiny obloženo novými kamennými kvádry. Největší pozornost při utváření exteriéru byla věnována kupoli nad křížením, západnímu průčelí a severnímu čelu transeptu. Poměrně jednoduše jsou řešeny ostatní fasády, které jsou členěny opěrnými pilíři, jednoduchými římsami, okny s profilovanými špaletami a hrotitými záklenky. Vše samozřejmě v santiniovském barokně-gotickém duchu. Do míst styků bočních ramen kněžiště a obvodových zdí mnišského chóru vložil Santini válcová šneková schodiště. Před hlavním portálem je představena předsíň baldachýnovitého tvaru na půdorysu příčného šestiúhelníku. Stejně jako zbytek stavby je i předsíň zdobena fiálami.

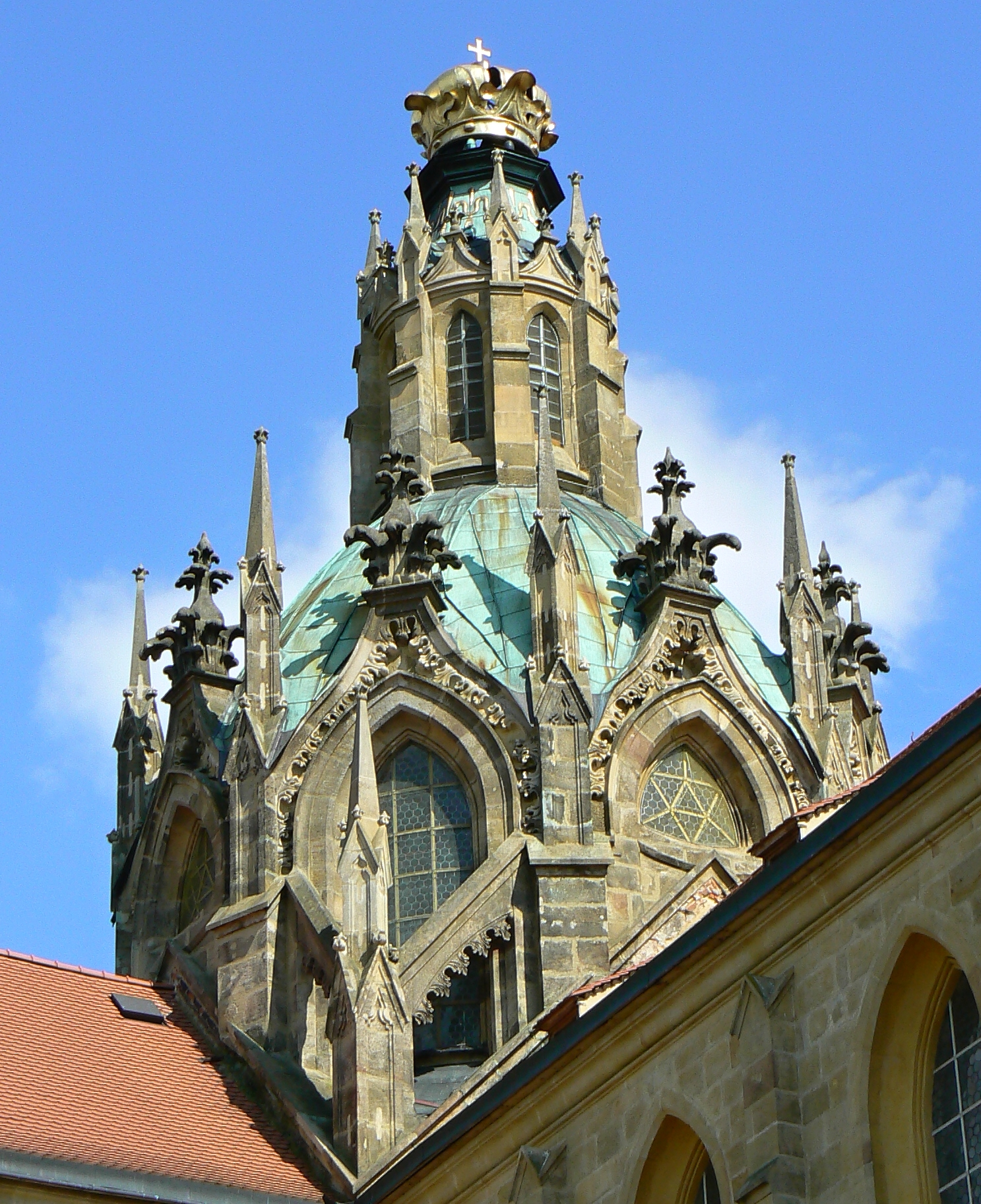
Detail kupole

Dominantou celé stavby je již zmíněná kupole nad křížením na osmibokém půdoryse s konvexně vydutými diagonálními poli. Jednotlivá pole tamburu, otevřená velkými hrotitě klenutými okny, jsou oddělena opěrnými pilíři s fiálami a vzpíranými opěrnými rameny, která jsou založena do fiál nad pilíři křížení. Vysoká válcovitá lucerna vychází z polí štíhlými opěrnými pilířky s fiálami. Celou kupoli završuje mariánská koruna na osmiboké stříšce lucerny.
Stejně výraznou změnu jako pozdně románský exteriér prodělal i interiér. Výstavbou kupole a připojením trojlistého kněžiště Santini vložil do hloubkového prostoru dvě centrály. Hlavní loď a mnišský chór jsou průchozí a orientovány na tyto centrály – křížení s kupolí a kněžiště. Význam těchto centrál je podtržen gradací světla, se kterým Santini uměl mistrně pracovat.

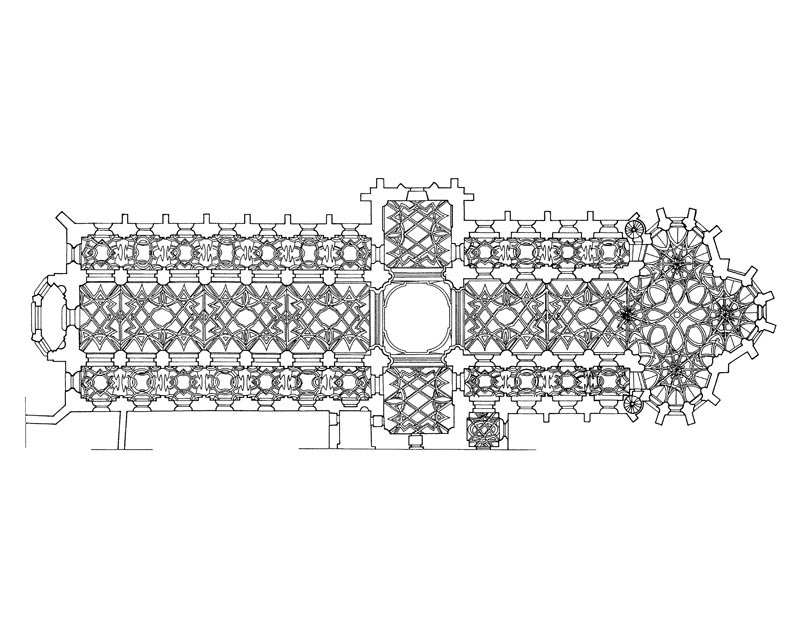
Půdorys kostela

Při přestavbě bylo maximálně využito starší románské konstrukce. Vyjma západního průčelí zůstalo zachováno obvodové zdivo trojlodí, transeptu a větší části mnišského chóru. Románského původu jsou i pilíře mezilodních arkád trojlodí a zdivo na arkádami až po okna. Naopak kněžiště je celé dílem Santiniho výstavby. Přestavbou prošly i klenby. Jednoduché valené s tříbokými výsečemi vznikly v hlavní lodi a chóru. Boční lodi pak zdobí klenby plackové nad čtvercovými poli. Nad trojlistým půdorysem kněžiště, který je tvořen průnikem tří desetiúhelníků se středním polem, se klene značně komplikovaná klenba. Desetiúhelníky se středním polem protínají celou polovinou své půdorysné plochy. Sama klenba je komplikovaně sestavena na základě přesného průniku čtyř kleneb báňového typu a poměrně stlačených profilů. Na rubu klenby jsou viditelné vykláněné pronikové hrany klenby. Z lícu jsou pak tyto hrany překryty štukovou modelací a bohatým, křivkovým vzorem žeber. Pohledově tuto klenbu interpretujeme jako jednotně rozepjatou, složitě křivou plochu, která je geometricky neurčitelná.

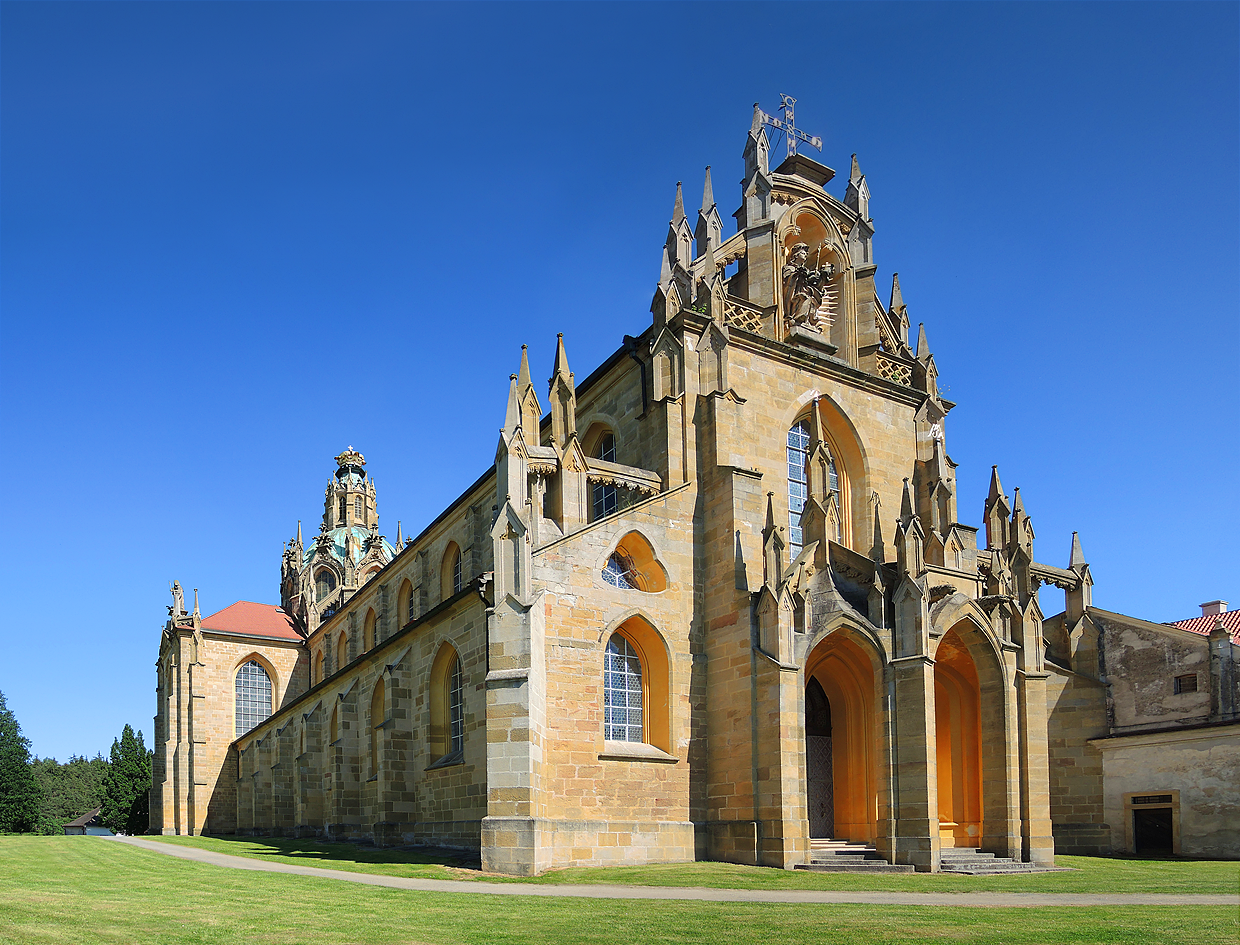
Západní vstupní průčelí

Vnitřní prostor podstatně dotváří bohaté členění stěn a kleneb architektonickými formami barokně-gotického řádu. Stěny hlavní lodi a mnišského chóru jsou rozvrhnuty do tří etáží, které jsou od sebe odděleny kordonovými římsami. Kordonové římsy přetínají pruty přiložené k tříbokým příporám, které vymezují pole stěn. Přípory jsou osazeny kapkovitými hlavicemi a úseky polygonálně zalamované římsy, na které dosedá pata klenby a vybíhají odtud žebra bohatého vzorce, členícího líc valené klenby a mnišského chóru. Základ vzoru této klenby tvoří několikrát přerušená síť, vycházející ze síťového vzoru klenby vysokého chóru pražské katedrály. Do sítě jsou vložená další kroužená zalamovaná a přímá žebra. Výsledně tento vzor působí opticky pulsujícím rytmem vinoucím se podél hlavní osy kostela.
Pasy a pendentivy pod tamburem kupole vynášejí mohutné křížové pilíře románského původu. Vnitřní stěna tamburu je rozdělena do osmi polí rámovaných barokně-gotickými arkádami s polosloupy s kalichovými hlavicemi. Patu samotné klenby obíhá profilovaný štukový rám, jehož vepsaný vzorec připomíná pateční část plástvových kleneb Guarina Guarini. Architektonicky celek s Asamovou freskou vytváří iluzi otevřených nebes.
Zajímavým reprezentantem Santiniho barokně-gotického umění jsou visuté empory bočních ramen kněžiště, které se vznášejí bez opory před proděravělou sítí obvodové zdi. Okna ve dvou etážích jsou oddělena štíhlými lineárními příporami s kapkovitými hlavicemi a polygonálními úseky říms. Na tyto úseky opět dosedá pata klenby s tříbokými výsečemi. Líc klenby překrývá vzorec štukových žeber a ve středu vytváří velký liliový kříž s monogramem hesla sv. Benedikta. Ramena liliového kříže leží na diagonálách středního prostoru kněžiště. Na hlavních osách kněžiště jsou nasazený cípy velké čtyřcípé hvězdy, která se překrývá s liliovým křížem. Menší deseticípé hvězdy jsou pak nasazeny ve středech ramen kněžiště. Jedna z těchto hvězd leží na rozhraní klenby kněžiště a mnišského chóru, kde se žebrový vzorec protíná a oba prostory se tak prolínají.

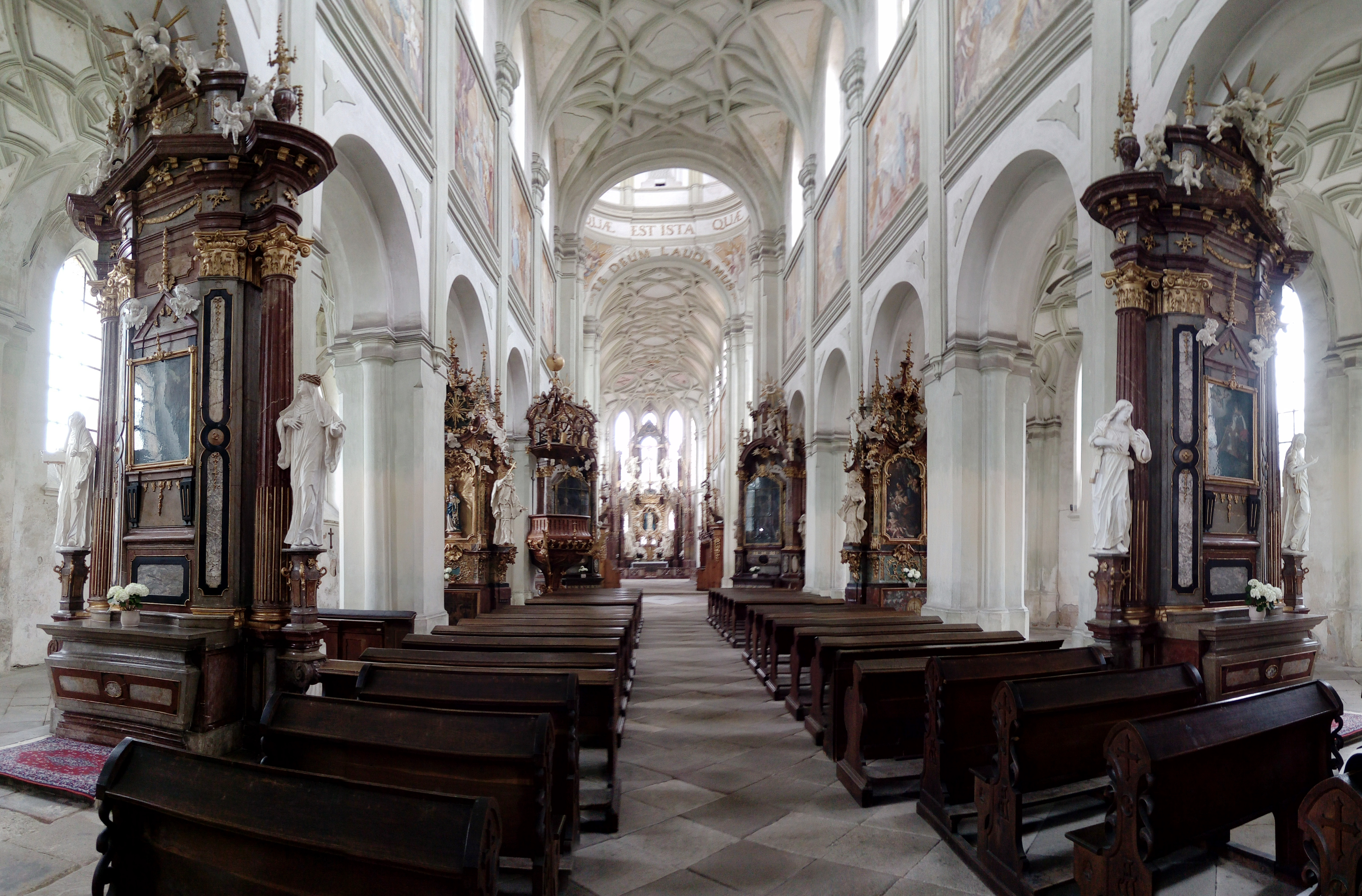
Oltáře v interiéru kostela

Přestavba Jana Blažeje Santiniho udělala ze starobylé stavby pozdněrománské doby skvost barokní gotiky. Svou monumentalitou a hlavně mohutnou kupolí, vynášející mariánskou korunu k nebesům, klášterní kostel Nanebevzetí Panny Marie, sv. Wolfganga a sv. Benedikta dominuje okolí. Interiér byl rozdělen do čtyř částí a každá z nich má svůj ideový a architektonický obsah. Obsah architektonický i náboženský jsou zde v naprostém souladu a jednotě. Slovy Mojmíra Horyny: „Hlavní loď je průchozím prostorem pozemské Církve, personifikované P. Marií na Asamových freskách a světci bočních oltářů. Prudce převýšený prostor křížení je sférou otevřených nebes, zpodobených scénou Nanebevzetí P. Marie na ploše kupole, sférou, kde se k Bohu obracíme vzhůru. Mnišský chór je prostorem řeholního života s jeho hlavním obsahem chválení Boha. Kněžiště je pak neomezeným prostorem otevřeným do dálav a zároveň preferovaným centrem všeho světa, místem, na kterém se k nám Bůh přivrací.“
Kladrubskému poutnímu místu a Madoně kladrubské byla zasvěcena 16. kaple Svaté cesty z Prahy do Staré Boleslavi, která byla založena v letech 1674 – 1690.